# 카탸 킨
카탸 킨(Katja Kean, 1968년 2월 7일 ~ )은 덴마크의 포르노 배우이다. 카탸 K(Katja K)라는 예명으로도 알려져 있다.

## 출연 영화
- Constance (1998년)
- Katja Kean's Sports Spectacular (1998년)
- Pink Prison (1999년)
- Buried Treasure (2000년)
- Watchers (2000년)
- Langt fra Las Vegas (2001년)
- Bald Beaver Blast (2005년)